# سان بیاجیو دی کالالتا
سان بیاجیو دی کالالتا (به ایتالیایی: San Biagio di Callalta) یک کومونه در ایتالیا است که در استان ترویزو واقع شده‌است. سان بیاجیو دی کالالتا ۴۸ کیلومتر مربع مساحت و ۱۳٬۰۹۳ نفر جمعیت دارد و ۱۰ متر بالاتر از سطح دریا واقع شده‌است.